# Switozar Kijów
Switozar Kijów (ukr. «Світозар» Київ) – ukraiński klub piłkarski z siedzibą w stolicy kraju, mieście Kijów, działający w latach 1918–1919.

## Historia
Chronologia nazw:
- 1918: Switozar Kijów (ukr. «Світозар» Київ, ros. «Светозар» Киев)
- 1919: klub rozwiązano

Piłkarska drużyna Switozar została założona w Kijowie w 1918 roku i w tym że roku debiutowała w mistrzostwach Kijowskiej Ligi Piłki Nożnej, dzieląc 3-4 miejsca razem z PTG Kijów po rundzie wiosennej (runda jesienna została odwołana). W 1919 po raz ostatni startował w mistrzostwach miasta, które zostały przerwane po pierwszej kolejce. Potem klub został rozwiązany.

## Sukcesy
- 3-4.miejsce mistrzostw Kijowa (1): 1918.